# Balbí Giner i Garcia
Balbí Giner i Garcia (València, 31 d'agost de 1910 - Perpinyà, Rosselló, 1976) va ser un pintor valencià.
Fill de l'artista faller Balbí Giner i Caballer, va estudiar pintura a Reial Acadèmia de Belles Arts de Sant Carles de València, on el 1931 obtingué el primer premi concedit per l'Acadèmia, el tribunal va concedir-li una pensió de la Diputació provincial. Posteriorment, va rebre el Premi de Roma de les províncies de València, Alacant i Castelló. El 1934 meresqué el premi de Roma per a Espanya i va estar pensionat pel govern de la II República per estudiar a Roma a l'Acadèmia de Belles Arts que Espanya tenia a Itàlia, on es pot dir que va iniciar la seva carrera. La seva adscripció a la defensa de la II República, el va obligar després de la Guerra Civil Espanyola a exiliar-se, primer a França, i posteriorment a Bèlgica, on va entaular una estreta amistat amb el pintor belga James Ensor i amb Pablo Picasso, fins que el 1976 li va sobrevenir la mort a Perpinyà, on finalment es va establir. Feu exposicions a València, Madrid, Barcelona, Roma, Florència, Praga, Brussel·les, Baltimore, San Francisco, Nova York (Carnegie Institute), París, Montpeller, Prada (en ocasió del festival Casals) i, sobretot, Perpinyà.
Balbí Giner va ser un bohemi i un prolífic artista, ignorat a Espanya pel seu passat republicà, fins que a França, on era molt conegut en els ambients artístics, s'organitzà una exposició de les seves obra. Finalment, el 2010 l'ajuntament de València va realitzar una exposició sobre la seva obra.